# Lac Brûle-Neige
Lac Brûle-Neige är en sjö i Kanada.   Den ligger i regionen Saguenay–Lac-Saint-Jean och provinsen Québec, i den östra delen av landet, 500 km nordost om huvudstaden Ottawa. Lac Brûle-Neige ligger 342 meter över havet. Arean är 7,7 kvadratkilometer. Den sträcker sig 5,4 kilometer i nord-sydlig riktning, och 3,3 kilometer i öst-västlig riktning.
I omgivningarna runt Lac Brûle-Neige växer i huvudsak blandskog. Trakten runt Lac Brûle-Neige är nära nog obefolkad, med mindre än två invånare per kvadratkilometer.